# 波の上ビーチ

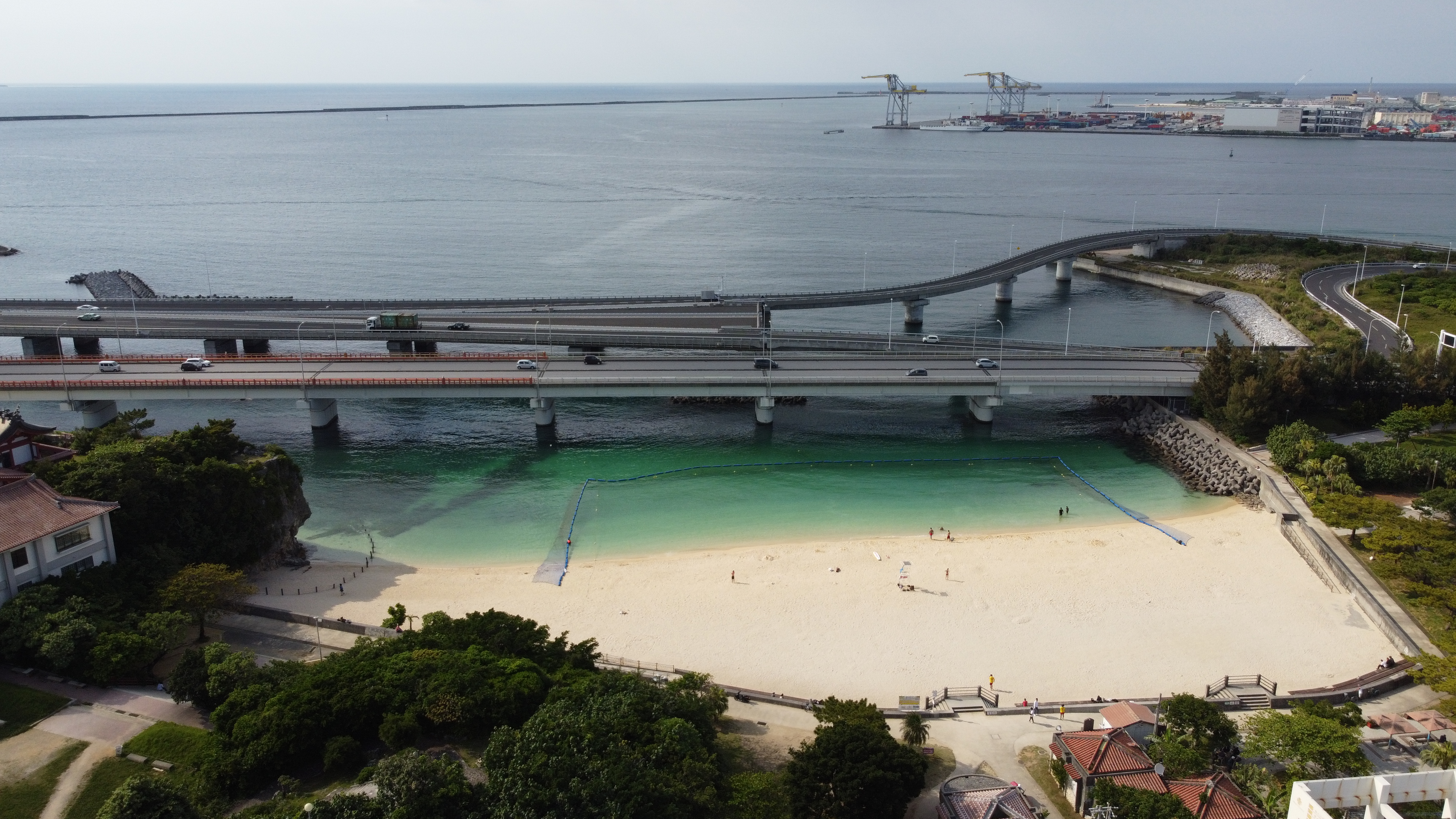
波の上ビーチ（空撮）

波の上ビーチ（なみのうえビーチ）は、沖縄県那覇市にある人工ビーチである。那覇市唯一の海水浴場であり、那覇空港から車で15分というところに位置し、都市型ビーチとして、沖縄へ来た観光客の「最後の観光地」ともなっている。供用開始された年の利用者数は約7500人だったが、2000年には約23万5000人と31倍に増加している。

## 概要
- 所在地：沖縄県那覇市若狭1-25-11
- 遊泳期間：4月 - 10月
- 遊泳時間：9時 - 18時（4月 - 6月、9月、10月）、9時 - 19時（7月、8月）
- 入場料：無料
- 設備：シャワー、更衣室、トイレなど

## 沿革
- 1991年 若狭側が供用開始。
- 1999年4月 辻側が供用開始。
- 2001年4月4日 障害者用の水陸両用の車椅子が同ビーチにて一般公開。
- 2004年4月1日 那覇西道路建設工事のため、辻側が遊泳禁止（2011年迄の予定）。
- 2006年4月2日 那覇市条例改正によりビーチ広場でのバーベキューが許可。

## 施設
- 若狭側は若狭海浜公園と隣接、辻側はファーストフードなどの飲食店がある。
- デッキチェアやパラソル、浮輪などの貸出を行っており、シャワー、更衣室、トイレなども完備されている。また、2001年からは沖縄県内初のバリアフリービーチを目指して、身体障害者用のトイレやシャワーを完備し、水陸両用車も貸出している。

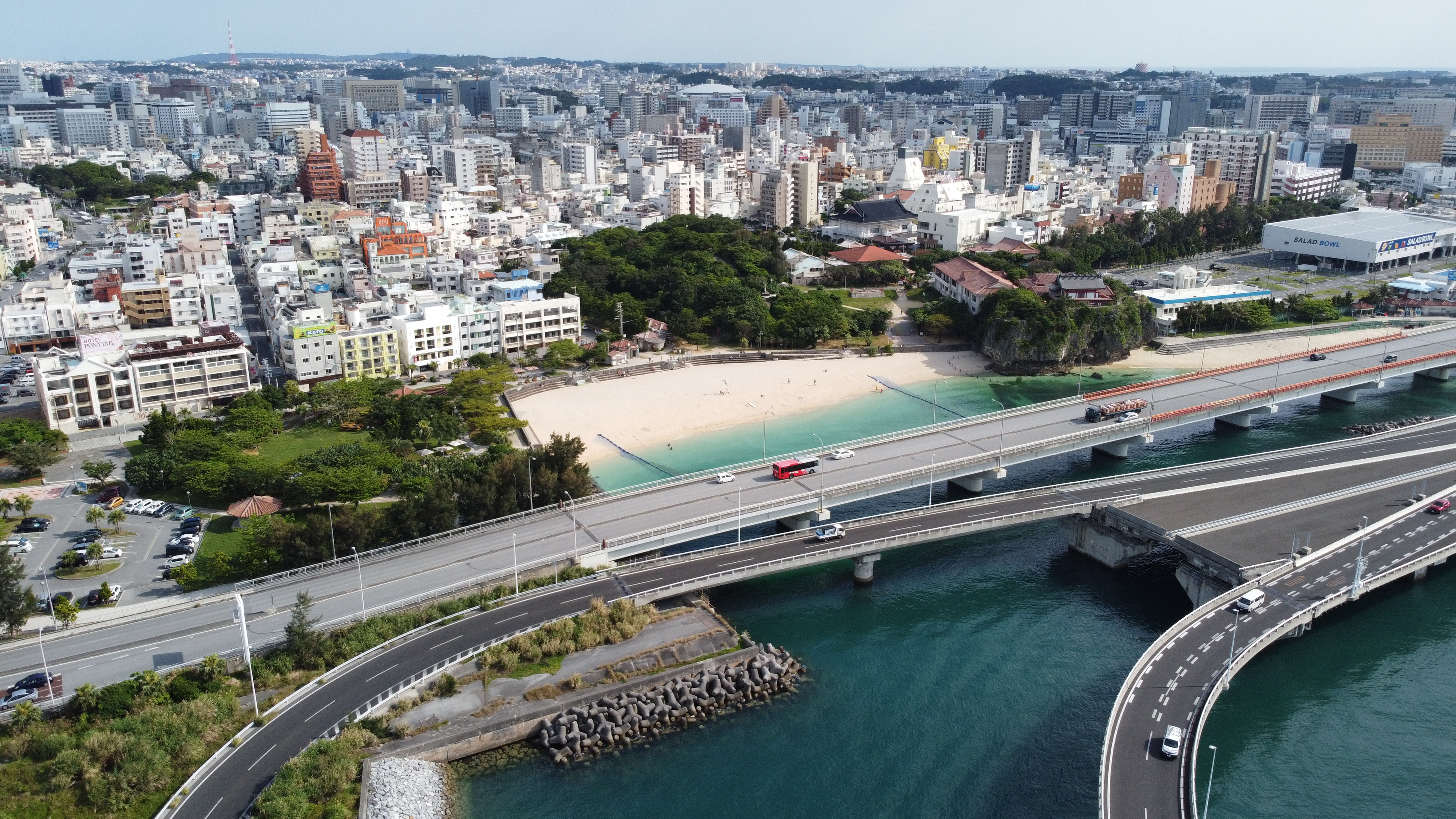
海側上空から見る波の上ビーチと那覇の街
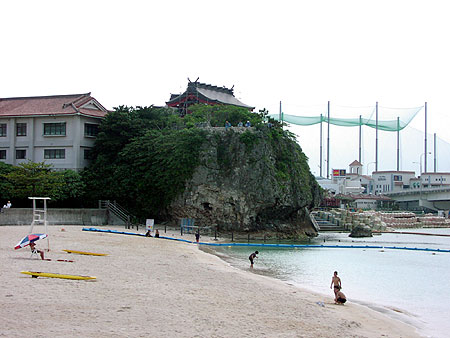
波の上ビーチと波上宮
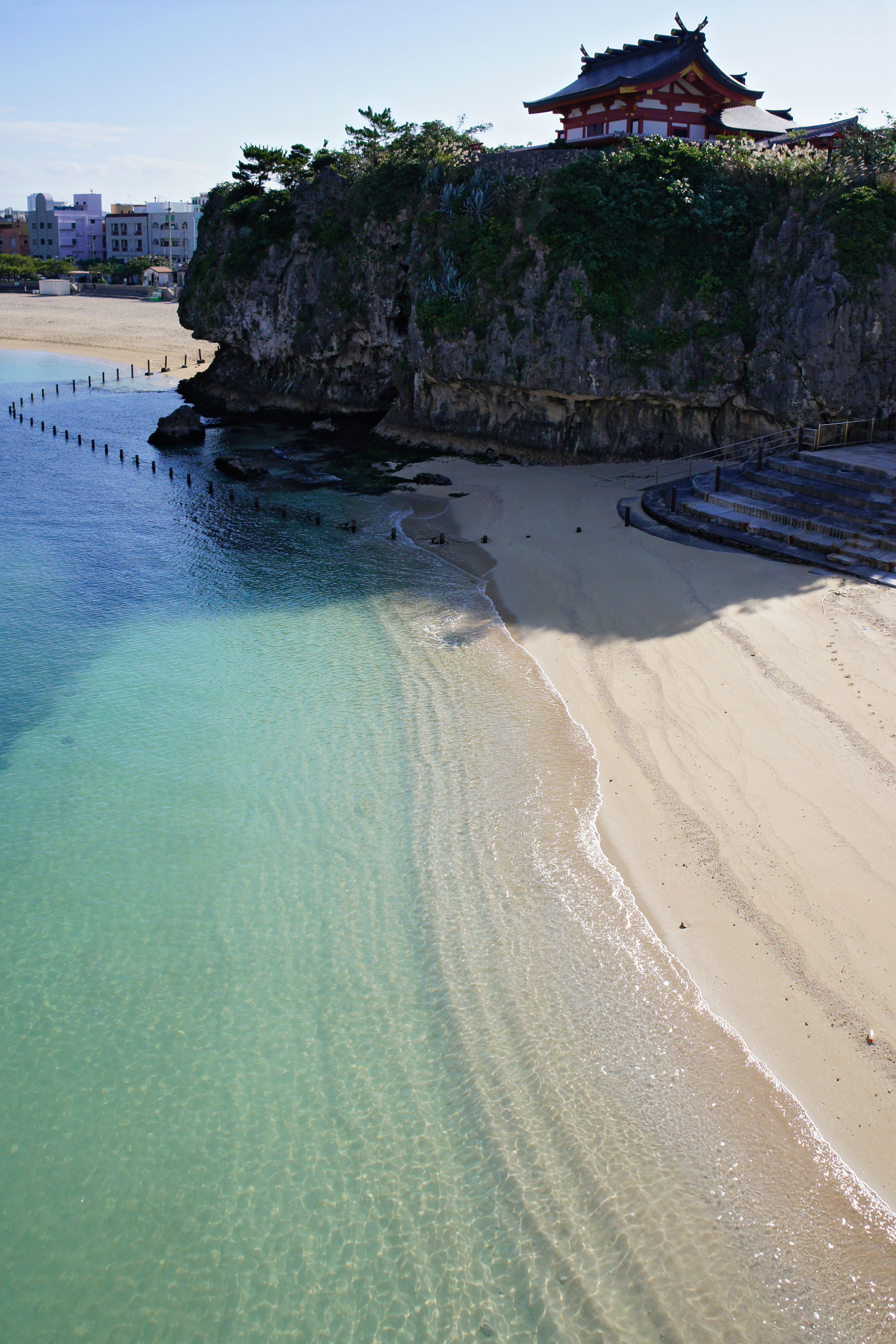
波の上ビーチ辻側と波上宮
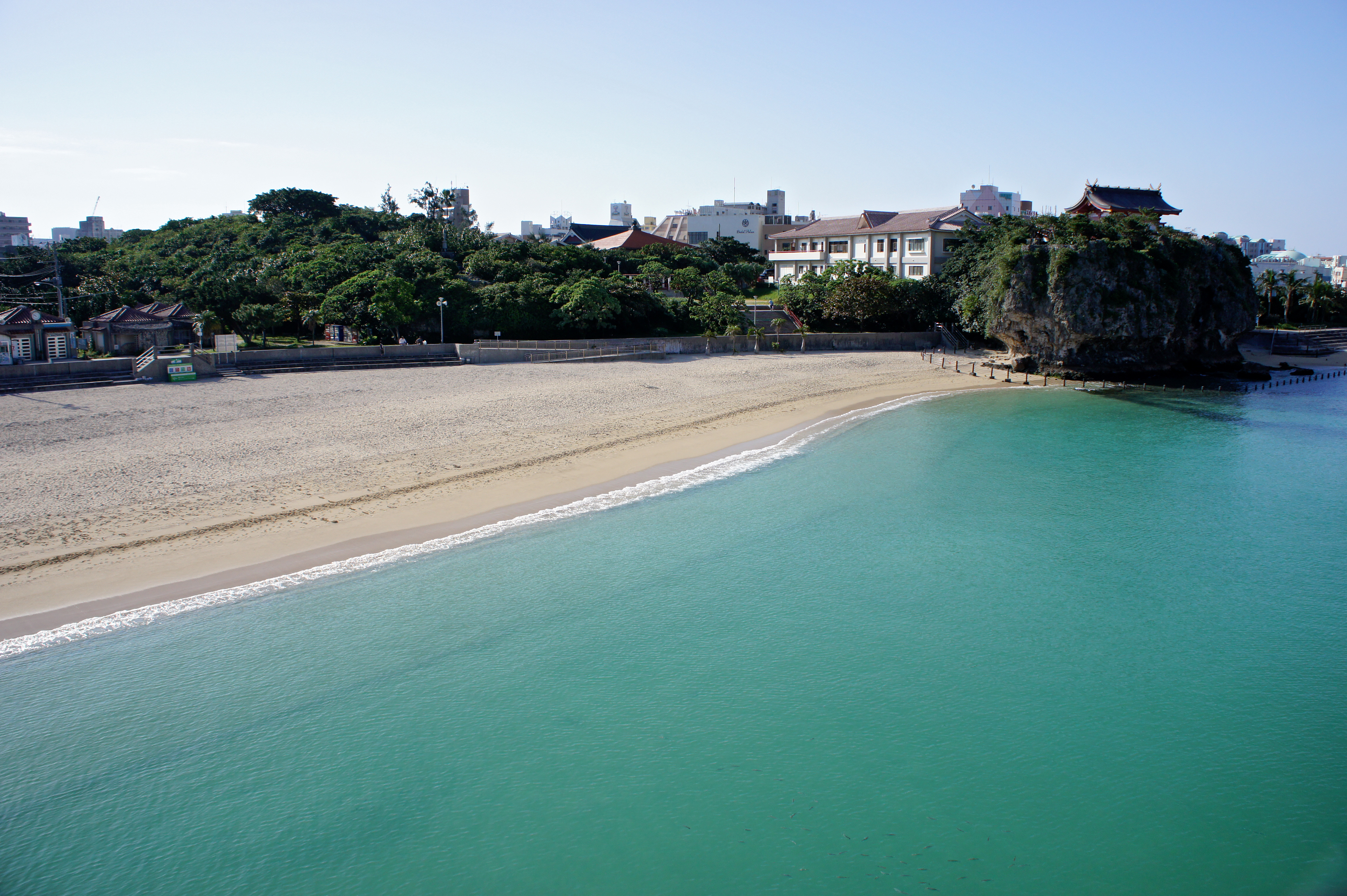
波の上ビーチ若狭側

## 周辺
- 波上宮
- 対馬丸記念館

## アクセス
駐車場
- 完備。但し、有料。

路線バス
- 久米郵便局前バス停より徒歩10分。
  - 2番・識名開南線（那覇バス）
  - 3番・松川新都心線（那覇バス）
  - 5番・識名牧志線（那覇バス）
  - 15番・寒川線（那覇バス）
  - 45番・与根線（那覇バス）

モノレール
- 沖縄都市モノレール線県庁前駅より徒歩30分。または、駅付近バス停より前述の路線バスを利用。